# Furstein

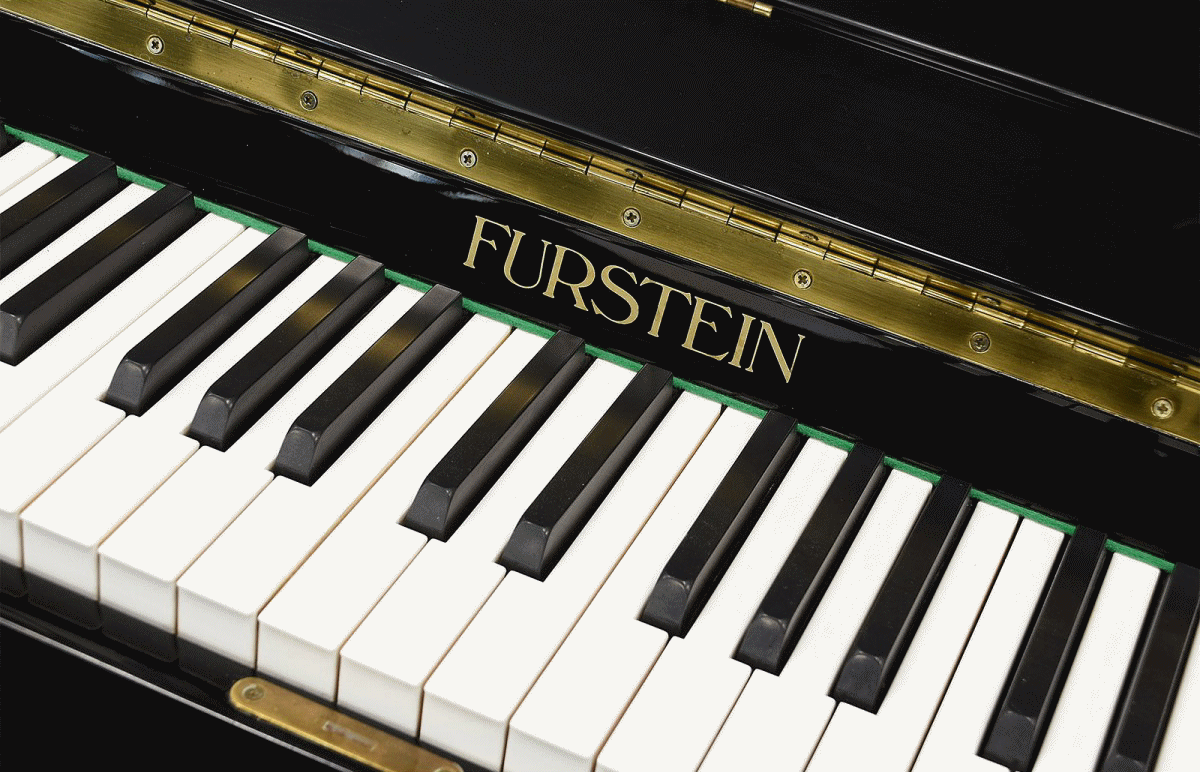
Marchio Furstein sul frontale di un pianoforte

Furstein è stato uno storico marchio di pianoforti acustici verticali prodotti dalla azienda italiana Farfisa tra il 1965 e il 1998.
Nel 1965 la Farfisa inizia la produzione di pianoforti acustici verticali nello stabilimento "Settimio Soprani" di Castelfidardo per la ditta tedesca Euterpe con i marchi Karl Otto e Hoffmann. Scaduti i termini di licenza l'azienda continua a produrre pianoforti con marchi propri:
"Furstein Farfisa", "Furstein", "Hermann", "Furstenberg", "Hubschen" ed "Anelli", il celebre e storico marchio di Cremona che nel frattempo la Farfisa aveva acquisito.
L'azienda in breve tempo diventa la più grande casa produttrice europea per quantità di pianoforti costruiti, con una produzione annua di 3000 pianoforti. I pianoforti Furstein per molti anni hanno conosciuto un'importante esportazione in Europa. Durante gli anni Ottanta la produzione ha tuttavia subito un costante arretramento in parte dovuto all'ingresso nel mercato europeo di pianoforti giapponesi.

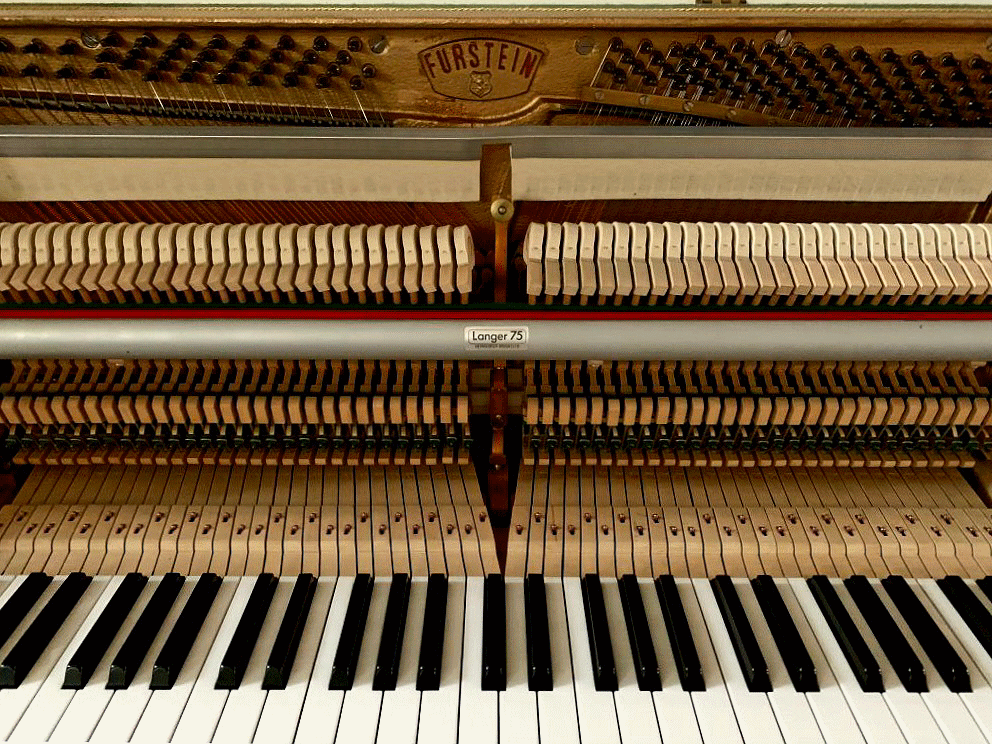
Meccanica interna di un pianoforte Furstein

I pianoforti Furstein montavano varie meccaniche di produzione europea, le principali adottate erano Renner, Langer e Schwander; le martelliere potevano essere Renner o Langer a seconda della meccanica montata. I componenti e materiali utilizzati erano tutti di altissima qualità: le tastiere Herrburger Brooks, le tavole armoniche in abete bianco con venature costanti ed uniformi, i somieri multistrato in faggio scelto, ed infine i telai in ghisa totalmente perimetrali, ne facevano degli strumenti di elevato pregio in grado di rivaleggiare con la migliore produzione tedesca.
I principali modelli costruiti furono:
- TP105
- G110
- TP11
- TP112
- G117
- G120
- G127

Le finiture, tutte di alta qualità , potevano essere scelte fra laccate lucide e satinate, in vari colori e impiallacciature.
Nel 1991 l'azienda brevetta il primo sistema di silenziamento per pianoforte acustico, denominato "Night & Day". Tale ingegnoso sistema combinava un generatore sonoro digitale montato sul pianoforte acustico: quando attivato, un innovativo sistema meccanico silenziava la parte acustica dello strumento bloccando i martelletti a pochi millimetri dalle corde, e contemporaneamente la generazione sonora veniva affidata alla sezione digitale dello strumento, permettendo così di suonare il pianoforte in cuffia senza disturbare chi stava accanto. Questo brevetto innovativo e importante allunga la vita operativa dell'azienda, e verrà successivamente imitato anche dalle principali case produttrici di pianoforti.

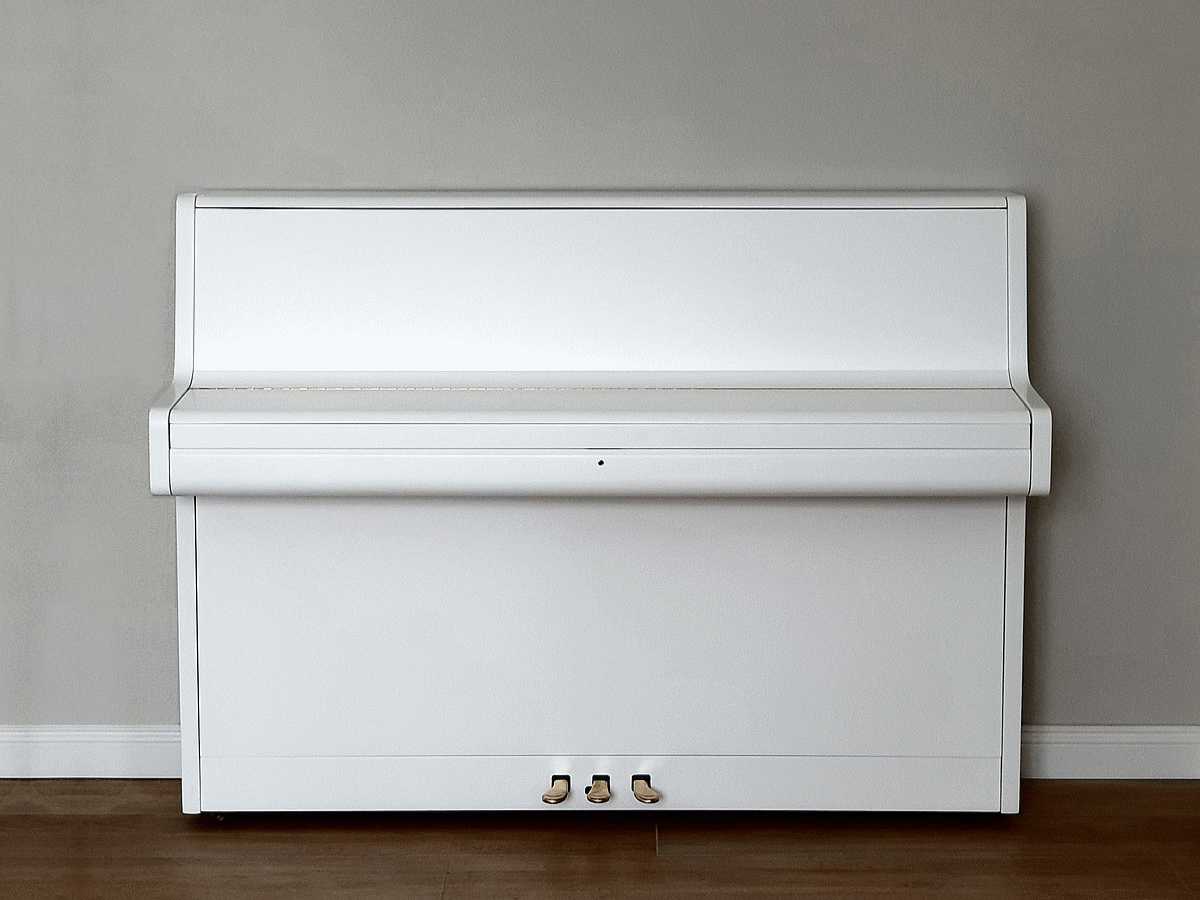
Pianoforte Furstein M.110

Nel 1998 la Farfisa, complice la sempre più crescente concorrenza di strumenti a basso costo costruiti in estremo oriente, cessa la produzione di pianoforti per poi chiudere definitivamente i propri stabilimenti.